# Conocchia

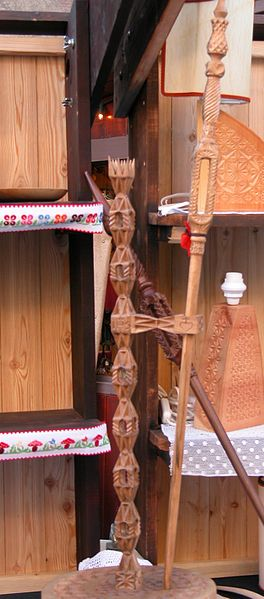
Conocchie tipiche valdostane alla Fiera di Sant'Orso

La conocchia, o rócca, è uno strumento adoperato in coppia col fuso per la filatura delle fibre tessili. Con il termine "conocchia" si intende anche l'ammasso di lana, canapa, lino o altro che vi si avvolge (e che si chiama anche pennecchio). 
Usata sin dall'antichità, serve a reggere le fibre tessili durante l'operazione di filatura, in modo che il filatore le abbia comodamente a disposizione, mantenendo libere le mani.
La struttura era costituita da un bastone di legno con una gabbietta o altro ingrossamento posizionato in alto, intorno al quale si legava la massa del filato. Se costruita con una canna, la gabbietta si realizzava aprendo la canna in sei-otto parti a una delle estremità; allargando queste sezioni e poi chiudendole si otteneva una gabbietta di forma affusolata. In alcuni casi alla sommità della rocca, in appositi fori passanti, erano inseriti dei rebbi, ovvero dei bastoncini (in numero variabile) a cui si fissava la lana. La massa di fibre era tenuta ferma sulla conocchia da un laccio o da un anello che, avvolto intorno ad essa, la comprimeva e le impediva di scivolare in basso.

## Storia

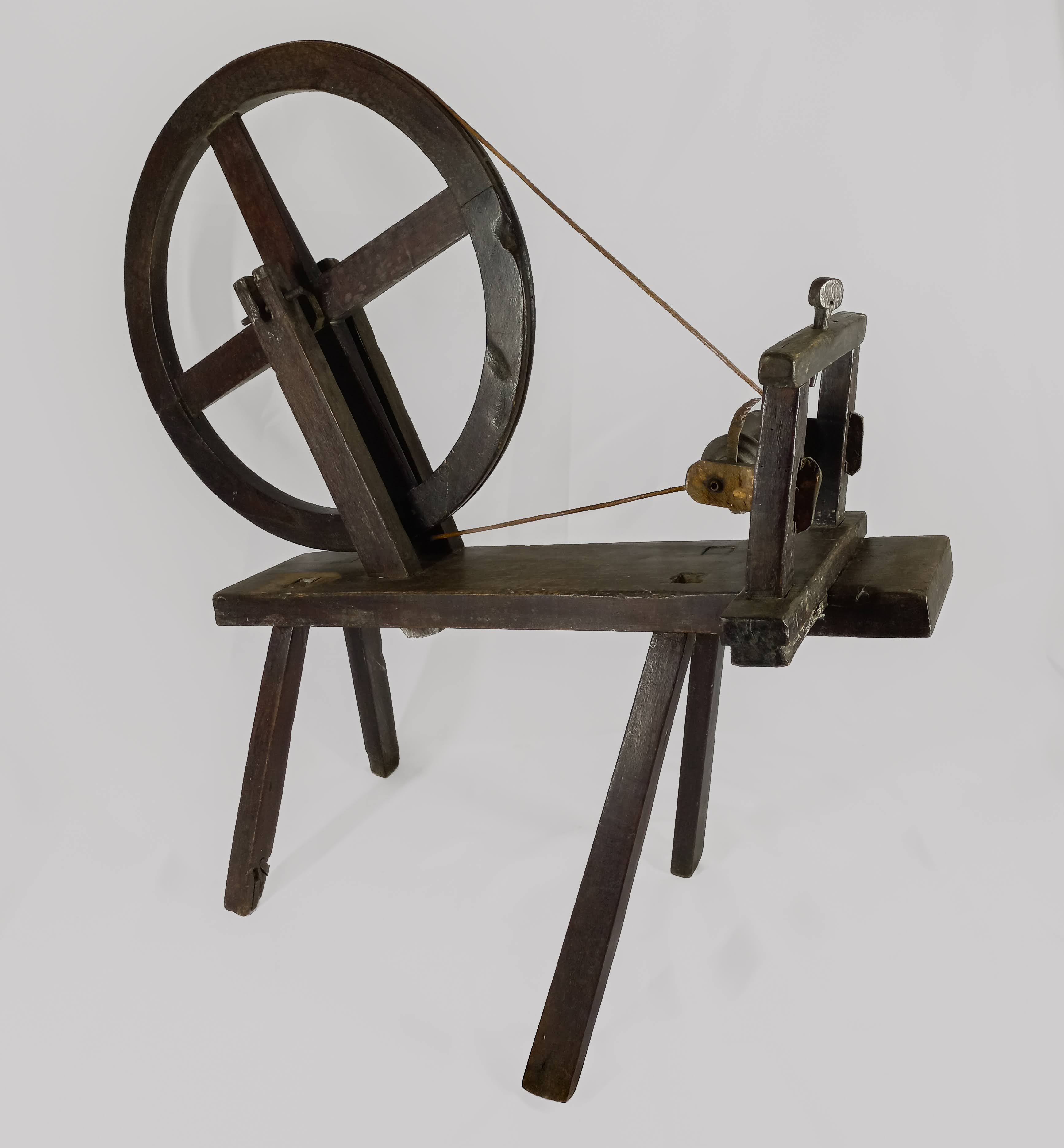

Con tutte le fasi della lavorazione della lana, della canapa e del lino, dal neolitico alla rivoluzione industriale, la filatura costituì per millenni una grossa parte del lavoro femminile.
In età romana, come già nel mondo greco ed etrusco, la filatura effettuata con rocche di vari tipi era una delle attività per eccellenza della domina, tanto da essere citata nelle epigrafi funerarie e da essere rappresentata sulle tombe, spesso raffigurando la conocchia nelle mani della defunta, a indicarne le virtù lavorative. A volte rocche e fusi erano anche inseriti nei corredi funerari. 
I rinvenimenti archeologici mostrano tre grandi categorie di rocche antiche: quelle da dito, di dimensioni ridotte e dotate di un anello in cui veniva inserito un dito per impugnarle; quelle da mano, più lunghe, tenute nella mano sinistra; quelle da braccio, grandi, che potevano essere tenute in mano o sotto il braccio oppure infilate nella cintura. La maggior parte erano presumibilmente in legno, difficilmente conservabile, ma sono note rocche in ambra, osso, giaietto, avorio. 
Pure i fusi, oltre che in osso, erano spesso realizzati in legno: spesso ne rimane solo la fusarola, ovvero il peso circolare che serve per stabilizzare la rotazione del fuso durante l'attorcigliamento del filo. Si conoscono fusarole in ambra, osso, vetro, pietra e ceramica.
L'accoppiata rocca e fuso faceva parte della dote di una sposa e, con decorazioni e intagli, da attrezzo utile diventava opera d'arte. 
Anche se fin dal medioevo esistevano macchinari (arcolaio) per filare in maniera più veloce, la conocchia venne usata nelle campagne fino all'inizio del XX secolo, soprattutto dalle donne che pascolavano le greggi o comunque si spostavano e intanto filavano. Quella da viaggio era di formato ridotto, più corta e leggera, si infilava in tasca e si attaccava al vestito per reggerla diritta.

## Oggi
Nonostante sia scomparsa dalla vita quotidiana, il nome rimane fortemente legato all'immaginario collettivo, citato in numerosi proverbi e canzoni. "Ciapa la roca e l'fus" in Lombardia vuol dire "prendi tutto quello che serve". 
In Abruzzo indica una particolare asta, tutt'oggi effettuata, di prodotti alimentari (generalmente già cotti), venduti per beneficenza dopo essere stati offerti in dono ad un santuario in specifici giorni di festa. Ciò è dovuto all'antica usanza di effettuare l'asta al ribasso, in cui il banditore, per indicare il tempo di validità di un determinato prezzo di aggiudicazione, srotolava il breve filo di una conocchia fino al suo termine. Se nel frattempo nessuno dava un cenno di assenso, l'operazione si ripeteva per un prezzo ribassato. La "Conocchia" (in dialetto "la Chenocchie") si tiene, ad esempio, a Castel Frentano nella serata del 5 agosto, giorno del "dono" al santuario della Madonna dell'Assunta, a Lanciano l'8 settembre, giorno del "Dono" al santuario della Madonna del Ponte; a Serramonacesca in occasione delle feste patronali di settembre dedicate a sant'Antoniuccio e a san Liberatore, durante le quali vengono messe all'asta delle conocchie cariche di doni dei fedeli, che prendono il nome di omaggi (in dialetto "le maje").

## Curiosità
- Durante gli eventi della Rivoluzione francese, le gentildonne usavano inviare una conocchia (quasi sempre in modo anonimo) ai nobiluomini per spronarli ad unirsi alle truppe realiste degli emigrati. Tale atto poteva essere compiuto anche per dare sfogo ad antipatie e ripicche personali, e quindi assumeva il significato di un gesto di sfida: il nobiluomo che la riceveva, non potendo rivalersi in duello armato contro una donna, era costretto a partire in guerra per salvaguardare il proprio onore.